# Liste der Landschaftsschutzgebiete in Duisburg
Die Liste der Landschaftsschutzgebiete in Duisburg enthält die Landschaftsschutzgebiete auf dem Gebiet der kreisfreien Stadt Duisburg in Nordrhein-Westfalen. Sie sind in den Landschaftsplan der Stadt Duisburg in der rechtskräftigen Fassung von September 1992 (geänderte Fassung von September 2009) eingetragen. Grundlage für die Aufnahme war § 21 des Landschaftsgesetzes (LG NW), das 2017 durch das Landesnaturschutzgesetz Nordrhein-Westfalen (LNatSchG NRW) abgelöst wurde.
In Duisburg sind 52 Landschaftsschutzgebiete ausgewiesen.

## Liste der Landschaftsschutzgebiete in Duisburg
| Bild                                                        | Bezeichnung des Landschaftsschutzgebietes | Lage                                                                              | Fläche in ha | Beschreibung | Kennung                             |
| ----------------------------------------------------------- | --- | --------------------------------------------------------------------------------- | ------------ | ------------ | ----------------------------------- |
| BW                                                          | „Am Rubbert“ | Overbruch Karte                                                                   | 5,12         |              | LP: 1.2.1 WDPA: 555554056 Wikidata  |
| BW                                                          | Ruloffsbusch | Vierlinden Karte                                                                  | 11,32        |              | LP: 1.2.2 WDPA: 555554057 Wikidata  |
| BW                                                          | Driesenbusch | Alt-Walsum/Aldenrade/Vierlinden Karte, Karte                                      | 69,98        |              | LP: 1.2.3 WDPA: 555554043 Wikidata  |
| LSG Rheinaue Nordhafen                                      | Rheinaue Nordhafen | Alt-Walsum Karte                                                                  | 25,88        |              | LP: 1.2.4 WDPA: 555554044 Wikidata  |
| BW                                                          | Sassenhof | Wehofen Karte                                                                     | 48,18        |              | LP: 1.2.5 WDPA: 555554045 Wikidata  |
| BW                                                          | Mattlerbusch und Freizeitpark Hamborn | Röttgersbach Karte, Karte, Karte                                                  | 29,51        |              | LP: 1.2.6 WDPA: 555554058 Wikidata  |
| BW                                                          | Ardeshof | Röttgersbach Karte                                                                | 81,17        |              | LP: 1.2.7 WDPA: 555554062 Wikidata  |
| BW                                                          | Baerler Leitgraben/Lohkanal | Baerl Karte, Karte                                                                | 91,61        |              | LP: 1.2.8 WDPA: 555554059 Wikidata  |
| weitere Bilder                                              | Binsheimer Feld | Baerl Karte                                                                       | 411,92       |              | LP: 1.2.9 WDPA: 555554060 Wikidata  |
| BW                                                          | Lohheidesee | Baerl Karte                                                                       | 193,38       |              | LP: 1.2.10 WDPA: 555554020 Wikidata |
| BW                                                          | Baerler Busch, Lohkanal | Baerl Karte, Karte                                                                | 323,75       |              | LP: 1.2.11 WDPA: 555554021 Wikidata |
| weitere Bilder                                              | Rheinaue „Hinter dem neuen Damm“ in Niederhalen und „In den Rheinkämpen“, „Hombergerort“                                                                      | Baerl/Alt-Homberg Karte, Karte, Karte                                             | 345,15       |              | LP: 1.2.12 WDPA: 555554061 Wikidata |
| weitere Bilder                                              | Rekultivierte Halde „Alsumer Kippe“, die Auenbereiche „Kniep-Alsumer-Ward“, „Das Flaak“, Ferkenweide und Kerkhof’s Acker                                      | Marxloh/Beeckerwerth/Laar Karte, Karte, Karte                                     | 210,11       |              | LP: 1.2.13 WDPA: 555554298 Wikidata |
| BW                                                          | Stalbergshof | Neumühl Karte, Karte                                                              | 22,86        |              | LP: 1.2.14 WDPA: 555554299 Wikidata |
| BW                                                          | Alte Emscher in Duisburg | Obermeiderich Karte                                                               | 13,17        |              | LP: 1.2.15 WDPA: 555554300 Wikidata |
| BW                                                          | Baggersee „Lohmannsheide“, „Kerlenhof“, „Auf dem Gerdtbusch“, „Gerdt“, „Fuchsberg“                                                                            | Baerl Karte, Karte, Karte                                                         | 104,60       |              | LP: 1.2.16 WDPA: 555554301 Wikidata |
| BW                                                          | Waldgebiet, Baggersee, „Vogelwiese“ | Beeckerwerth Karte, Karte                                                         | 38,07        |              | LP: 1.2.17 WDPA: 555554302 Wikidata |
| BW                                                          | Freiflächen östlich und westlich des Rhein-Herne-Kanals | Obermeiderich Karte, Karte                                                        | 30,25        |              | LP: 1.2.18 WDPA: 555554303 Wikidata |
| weitere Bilder                                              | Ruhrauenbereiche „Blättchensweide“, „Die Weide“, „Die Bauweide“, „Beeckmannsweide“, „Die Bauernweide“, „Grotstollenweide“, „Der Pferdskamp“, „In den Platten“ | Kaßlerfeld/Mittelmeiderich/Obermeiderich/Duissern/Neudorf-Süd Karte, Karte, Karte | 297,80       |              | LP: 1.2.19 WDPA: 555589505 Wikidata |
| weitere Bilder                                              | Uettelsheimer See | Baerl Karte                                                                       | 89,66        |              | LP: 1.2.20 WDPA: 555554304 Wikidata |
| BW                                                          | Wasserwerk Homberg | Baerl/Alt-Homberg Karte, Karte                                                    | 45,97        |              | LP: 1.2.21 WDPA: 555554305 Wikidata |
| weitere Bilder                                              | Ehrenfriedhof, Lutherpark, Hakenfeld, Eisenbahnhafen in Homberg                                                                                               | Hochheide/Alt-Homberg Karte, Karte, Karte                                         | 50,02        |              | LP: 1.2.22 WDPA: 555554306 Wikidata |
| weitere Bilder                                              | Rheinauenbereiche „Moerser Grinden“, „Schreckling“, „Rheinau“                                                                                                 | Kaßlerfeld/Neuenkamp Karte, Karte                                                 | 70,14        |              | LP: 1.2.23 WDPA: 555554307 Wikidata |
| weitere Bilder                                              | Essenberger Bruch | Bergheim/Hochheide Karte, Karte, Karte                                            | 196,61       |              | LP: 1.2.24 WDPA: 555554308 Wikidata |
| weitere Bilder                                              | Essenberger See | Alt-Homberg Karte                                                                 | 9,22         |              | LP: 1.2.25 WDPA: 555554309 Wikidata |
| BW                                                          | „Spitze Dohn“ | Bergheim Karte                                                                    | 11,19        |              | LP: 1.2.26 WDPA: 555554310 Wikidata |
| weitere Bilder                                              | Rheinauenbereiche Werthauser und Rheinhauser Wardt | Bergheim/Hochemmerich/Friemersheim Karte, Karte, Karte                            | 152,62       |              | LP: 1.2.27 WDPA: 555554311 Wikidata |
| weitere Bilder                                              | Waldgebiet am Kaiserberg, „Schnabelhuck“, Ehrenfriedhof, „Marienborn“                                                                                         | Duissern Karte                                                                    | 36,07        |              | LP: 1.2.28 WDPA: 555554312 Wikidata |
| weitere Bilder                                              | Duisburger Stadtwald mit den Bereichen „Witzberg“, „Monning“, „Wolfsberg“, „Am Stein“, „Eselsbruch“, „Nachtigallental“, „Uhlenhorst“                          | Duissern/Neudorf-Nord/Neudorf-Süd Karte                                           | 296,47       |              | LP: 1.2.29 WDPA: 555589437 Wikidata |
| BW                                                          | Sportpark Wedau, Barbarasee und angrenzende Bereiche | Neudorf-Süd Karte, Karte                                                          | 76,92        |              | LP: 1.2.31 WDPA: 555554315 Wikidata |
| weitere Bilder                                              | Toeppersee, Binsenteich, Cölvegraben, Bahntrassen, Bereiche östlich der Römerstraße in Oestrum, „Auf dem Pickert“                                             | Rumeln-Kaldenhausen/Bergheim Karte, Karte                                         | 179,48       |              | LP: 1.2.32 WDPA: 555589597 Wikidata |
| BW                                                          | Wasserwerk Rheinhausen | Bergheim Karte                                                                    | 5,78         |              | LP: 1.2.33 WDPA: 555554317 Wikidata |
| BW                                                          | Schwafheimer Bruch | Rumeln-Kaldenhausen Karte, Karte, Karte                                           | 60,26        |              | LP: 1.2.34 WDPA: 555554247 Wikidata |
| weitere Bilder                                              | Landwirtschaftliche Bereiche „Mühlenwinkel“, „Buschkamp“, „Kleine Blödt“, Waldgebiet „Waldborn“                                                               | Rumeln-Kaldenhausen Karte, Karte                                                  | 210,66       |              | LP: 1.2.35 WDPA: 555554250 Wikidata |
| BW                                                          | Mühlenberger See | Rumeln-Kaldenhausen Karte                                                         | 13,70        |              | LP: 1.2.36 WDPA: 555554621 Wikidata |
| BW                                                          | Landwirtschaftliche Bereiche in Mühlenberg | Rumeln-Kaldenhausen/Friemersheim Karte, Karte, Karte                              | 153,11       |              | LP: 1.2.37 WDPA: 555554622 Wikidata |
| weitere Bilder                                              | Waldgebiet „Eichacker“, Kruppsee | Friemersheim Karte, Karte                                                         | 31,03        |              | LP: 1.2.38 WDPA: 555554623 Wikidata |
| BW                                                          | Rheinuferpark | Hochemmerich Karte, Karte                                                         | 25,89        |              | LP: 1.2.39 WDPA: 555554318 Wikidata |
| BW                                                          | Rechtsrheinischer Uferstreifen südlich des Südhafens | Wanheim-Angerhausen Karte                                                         | 21,67        |              | LP: 1.2.40 WDPA: 555554624 Wikidata |
| BW                                                          | Waldgebiet Rehwiesen | Wanheimerort/Buchholz Karte                                                       | 76,69        |              | LP: 1.2.42 WDPA: 555554625 Wikidata |
| BW                                                          | Golfplatz östlich der Großenbaumer Allee, Waldgebiete „Grindsmark“, „Huckinger Mark“                                                                          | Großenbaum/Wedau/Rahm Karte, Karte, Karte                                         | 685,34       |              | LP: 1.2.43 WDPA: 555554627 Wikidata |
| LSG Aue des Alten Angerbaches und „Erholungspark Biegerhof“ | Aue des Alten Angerbaches und „Erholungspark Biegerhof“ | Wanheim-Angerhausen/Huckingen Karte, Karte                                        | 39,48        |              | LP: 1.2.44 WDPA: 555554628 Wikidata |
| BW                                                          | Remberger See und umliegende Bereiche | Huckingen/Buchholz Karte, Karte                                                   | 26,95        |              | LP: 1.2.45 WDPA: 555554629 Wikidata |
| LSG Ehingen und Ehinger Berge                               | Ehingen und Ehinger Berge | Mündelheim Karte, Karte                                                           | 44,83        |              | LP: 1.2.46 WDPA: 555554630 Wikidata |
| weitere Bilder                                              | Mündelheimer Rheinbogen, Rheinvorland sowie binnendeichs gelegene landwirtschaftliche Bereiche                                                                | Mündelheim Karte, Karte                                                           | 827,42       |              | LP: 1.2.47 WDPA: 555554631 Wikidata |
| BW                                                          | Ungelsheimer Graben, „Über dem Bruch“ | Hüttenheim/Mündelheim Karte, Karte                                                | 65,67        |              | LP: 1.2.48 WDPA: 555554632 Wikidata |
| BW                                                          | Verlauf des Angerbaches sowie Niederung des Alten Angerbaches und des Bruchgrabens                                                                            | Huckingen Karte, Karte                                                            | 64,01        |              | LP: 1.2.49 WDPA: 555554633 Wikidata |
| BW                                                          | Büscherhof | Rahm/Huckingen Karte                                                              | 17,05        |              | LP: 1.2.50 WDPA: 555554634 Wikidata |
| BW                                                          | Landwirtschaftliche Bereiche „Kesselsberg“, „An der Büschergasse“, „Flieschmacher“, „Steinwerth“                                                              | Huckingen/Rahm Karte, Karte                                                       | 133,28       |              | LP: 1.2.51 WDPA: 555554635 Wikidata |
| BW                                                          | Großenbaumer See, Rahmer See | Großenbaum/Rahm Karte, Karte                                                      | 76,48        |              | LP: 1.2.52 WDPA: 555554636 Wikidata |
| BW                                                          | Landwirtschaftliche Flächen in Rahm-Ost | Rahm Karte                                                                        | 10,82        |              | LP: 1.2.53 WDPA: 555554637 Wikidata |
| BW                                                          | „Heidberg“ und „Sermer Wald“ | Ungelsheim Karte, Karte                                                           | 60,65        |              | LP: 1.2.54 WDPA: 555554638 Wikidata |